# Weidesgrün
Weidesgrün (früher auch Weitesgrün genannt) ist ein Gemeindeteil der Stadt Selbitz im Landkreis Hof (Oberfranken, Bayern). Die Gemarkung Weidesgrün hat eine Fläche von 3,562 km². Sie ist in 564 Flurstücke aufgeteilt, die eine durchschnittliche Fläche von 6314,89 m² haben. Die südliche Gemarkungsgrenze orientiert sich am Döbrabach.

## Geografie
Das Dorf liegt auf freier Flur an der Selbitz. Die Staatsstraße 2195 führt nach Selbitz (1,7 km nördlich) bzw. nach Schauenstein (2,3 km südlich). Eine Gemeindeverbindungsstraße führt nach Kreuzbühl zur Kreisstraße HO 33 (1,2 km nordwestlich). Am östlichen Ortsrand bei der St 2195 gibt es ein Profil am Tunnelfelsen, das als Geotop ausgezeichnet ist. Der Ort lag an der Bahnstrecke Selbitz–Helmbrechts, die mittlerweile stillgelegt ist.

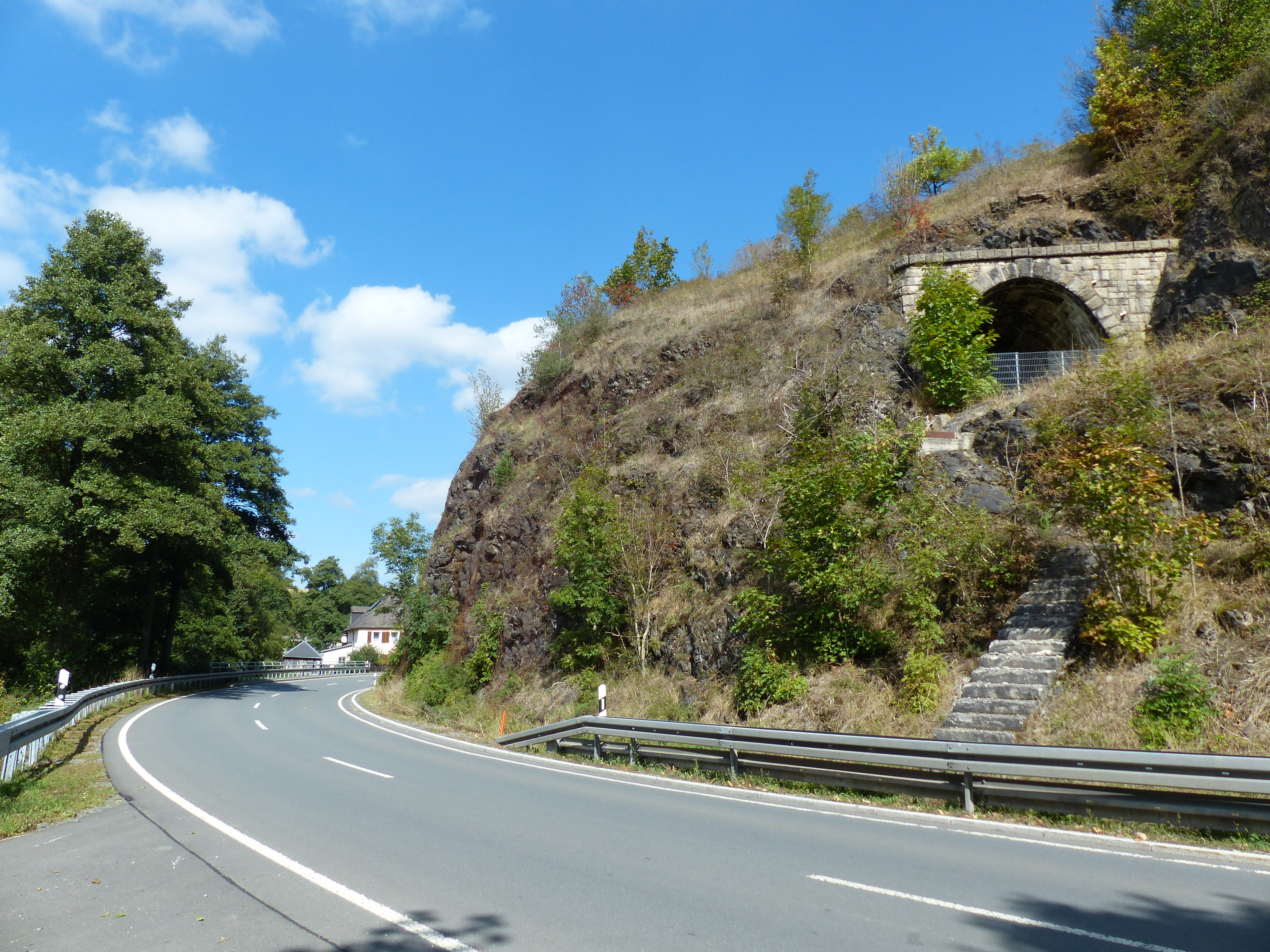
Tunnel der stillgelegten Bahnstrecke und Geotopbereich
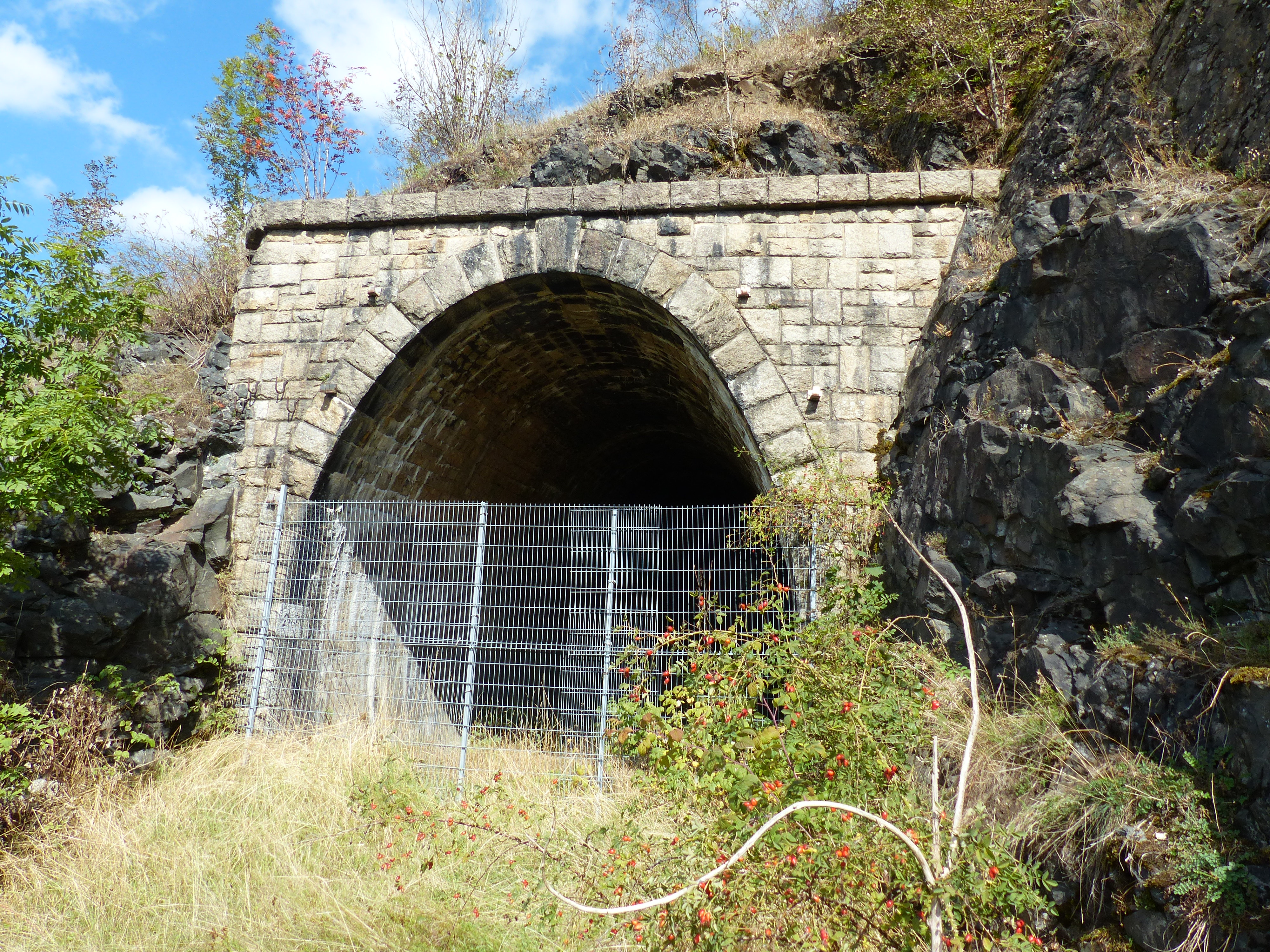
Tunneleingang
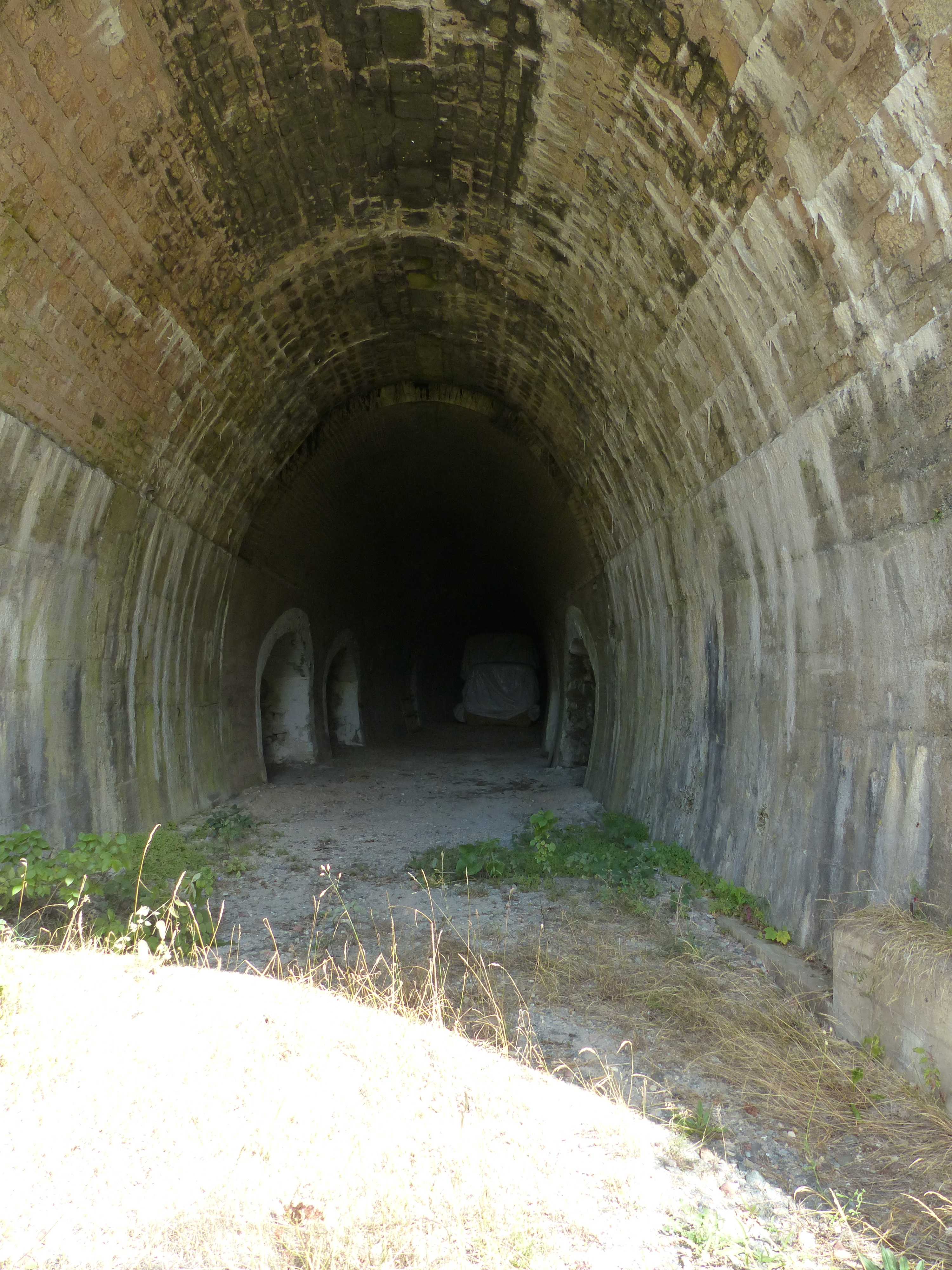
Blick in den Tunnel
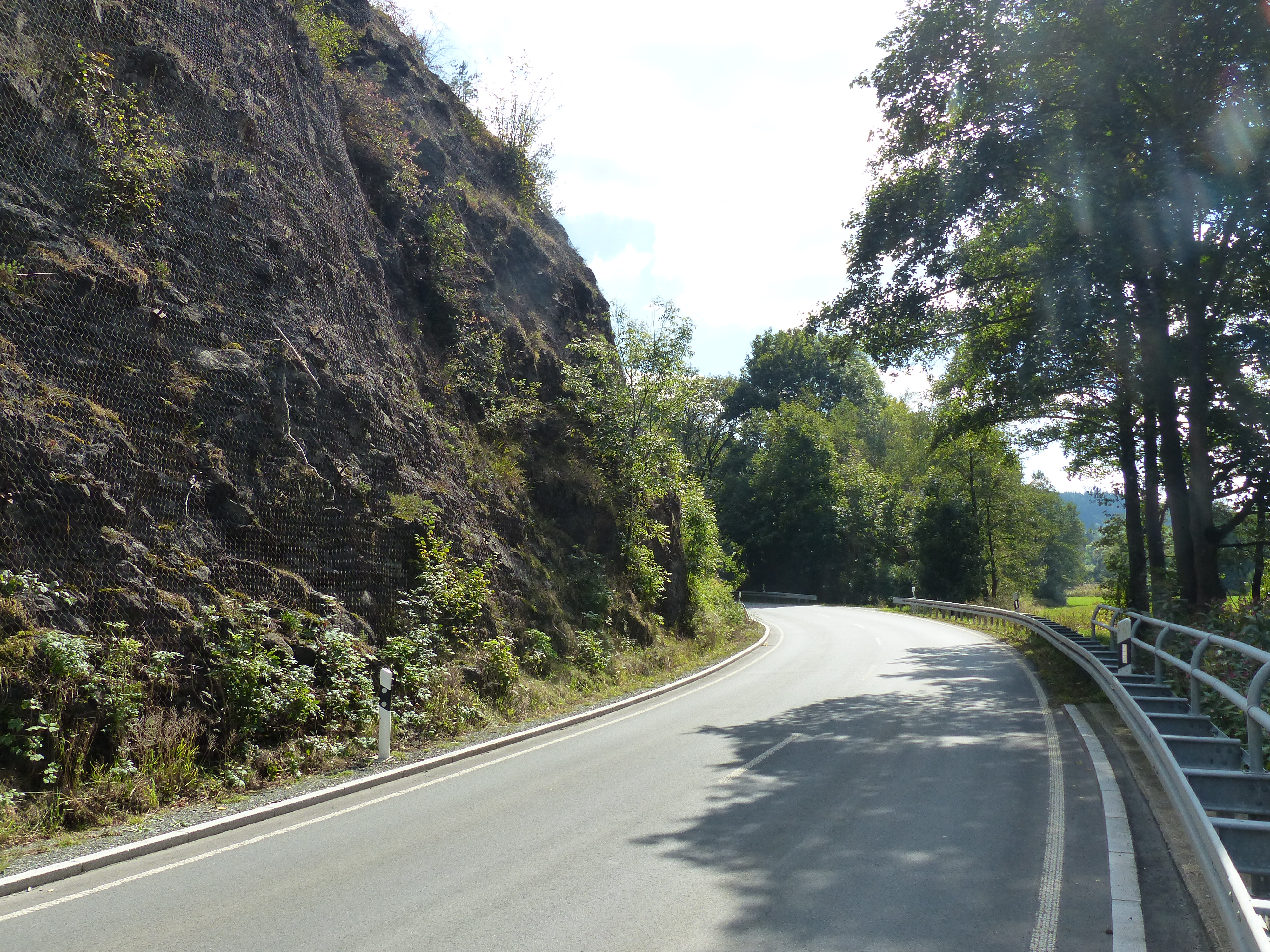
Felsformation am Ortsausgang, Geotop

## Geschichte
Der Ort wurde durch die Herren von Wolfstriegel zu Schauenstein gegründet. Im 13./14. Jahrhundert waren auch die Herren von Wildenstein im Ort begütert. In einem Vertrag des Jahres 1374 zwischen den Wildensteiner und dem Bamberger Bischof Ludwig wurde der Ort erstmals urkundlich erwähnt. 1386 verkauften Wolfstriegel u. a. ihre Ansprüche in Weidesgrün an die Burggrafen von Nürnberg. Seit dem 16. Jahrhunderts gab es Stollen, in denen Eisen abgebaut wurde.
Zur Realgemeinde Weidesgrün gehörte Stegmühle. Gegen Ende des 18. Jahrhunderts bestand Weidesgrün aus 26 Anwesen. Die Hochgerichtsbarkeit sowie die Dorf- und Gemeindeherrschaft stand dem bayreuthischen Vogteiamt Schauenstein zu. Grundherren waren das Verwaltungsamt Selbitz (4 Halbhöfe, 2 Güter, 1 Tropfhaus), das Kastenamt Kulmbach (1 Mühle, 2 Höfe, 4 Halbhöfe, 2 Söldengüter, 5 Tropfhäuser, 1 Gütlein), die Hofkanzlei Bayreuth für den herrschaftlichen Besitz (1 Hof, 1 Drittelhof, 1 Dreiachtelhof) und das Gotteshaus Selbitz (1 Gut).
Von 1797 bis 1810 unterstand Weidesgrün dem Justiz- und Kammeramt Naila. Nachdem im Jahr 1810 das Königreich Bayern das Fürstentum Bayreuth käuflich erworben hatte, wurde der Ort bayerisch. Infolge des Ersten Gemeindeedikts wurde Weidesgrün dem 1812 gebildeten Steuerdistrikt Schauenstein zugewiesen. Zugleich entstand die Ruralgemeinde Weidesgrün, zu der Stegmühle gehörte. Sie war in Verwaltung und Gerichtsbarkeit dem Landgericht Naila zugeordnet und in der Finanzverwaltung dem Rentamt Lichtenberg (1919 in Finanzamt Lichtenberg umbenannt, seit 1955 Finanzamt Naila). Ab 1862 gehörte Weidesgrün zum Bezirksamt Naila (1939 in Landkreis Naila umbenannt). Die Gerichtsbarkeit blieb beim Landgericht Naila (1879 in Amtsgericht Naila umgewandelt). Die Gemeinde Weidesgrün hatte 1964 eine Gebietsfläche von 3,557 km². Im Zuge der Gebietsreform in Bayern wurde die Gemeinde Weidesgrün am 1. Mai 1978 nach Selbitz eingemeindet.

### Ehemalige Baudenkmäler
- Haus Nr. 8: Zweigeschossiges Wohnstallhaus mit Walmdach, weitgehend erneuert; Türrahmungen profiliert, verkröpft und geohrt; Scheitelstein über Wohnungstür, bezeichnet „AO 1801“.[13]
- Haus Nr. 9: Zweigeschossiges Wohnstallhaus mit Satteldach, wohl zweite Hälfte des 18. Jahrhunderts; Erdgeschoss verputzt massiv, Obergeschoss in verputztem Fachwerk; profiliertes, hölzernes Kranzgesims, vorderes Giebeldreieck mit verbrettertem Ständerwerk.[13]

### Einwohnerentwicklung
Gemeinde Weidesgrün
| Jahr      | 1819  | 1840   | 1852   | 1855   | 1861   | 1867   | 1871  | 1875   | 1880   | 1885   | 1890   | 1895   | 1900   | 1905   | 1910   | 1919   | 1925   | 1933   | 1939   | 1946   | 1950   | 1952   | 1961   | 1970   |
| Einwohner | 137   | 188    | 185    | 184    | 189    | 183    | 180   | 193    | 183    | 198    | 185    | 191    | 184    | 183    | 177    | 181    | 184    | 173    | 171    | 249    | 232    | 217    | 191    | 183    |
| Häuser    |       |        |        |        |        |        | 28    |        |        | 30     | 31     |        | 30     |        |        |        | 33     |        |        |        | 31     |        | 35     |        |
| Quelle    | [ 9 ] | [ 15 ] | [ 15 ] | [ 15 ] | [ 16 ] | [ 17 ] | [ 3 ] | [ 18 ] | [ 19 ] | [ 20 ] | [ 21 ] | [ 15 ] | [ 22 ] | [ 15 ] | [ 23 ] | [ 15 ] | [ 24 ] | [ 15 ] | [ 15 ] | [ 15 ] | [ 25 ] | [ 15 ] | [ 10 ] | [ 26 ] |

Ort Weidesgrün
| Jahr      | 001819 | 001861 | 001871 | 001885 | 001900 | 001925 | 001950 | 001961 | 001970 | 001987 | 002021 |
| Einwohner | *137   | 189    | 175    | 192    | 176    | 178    | 232    | 191    | 183    | 178    | 173    |
| Häuser    |        |        |        | 29     | 29     | 32     | 31     | 35     |        | 44     |        |
| Quelle    | [ 9 ]  | [ 16 ] | [ 3 ]  | [ 20 ] | [ 22 ] | [ 24 ] | [ 25 ] | [ 10 ] | [ 26 ] | [ 27 ] | [ 2 ]  |

## Religion
Weidesgrün ist seit der Reformation evangelisch-lutherisch geprägt und bis heute nach Selbitz gepfarrt.